# Division Ouest de la NBA
La division Ouest (en anglais : West Division) est une ancienne division de la National Basketball Association (NBA) et de la BAA. 
La division est créée lors de la Saison BAA 1946-1947 et a ensuite été conservée lors de la fusion BAA-NBL pour devenir la NBA en 1949. 
La division a existé jusqu'à la saison 1970-1971 lorsque la NBA est passée de 14 à 17 équipes et a créée deux conférences (Est et Ouest) avec deux divisions chacune (Atlantique et Centrale pour l'Est, Pacifique et Midwest pour l'Ouest).

## Équipes de la division Ouest
- Packers d'Anderson, de 1949 à 1950, équipe disparue.
- BlackHawks de Tri-Cities (1949–1951), Hawks de  Milwaukee (1951–1955), Hawks de Saint Louis (1955–1968), Hawks d'Atlanta (1968–), de 1949 à 1970, actuellement dans la division Sud-Est.
- Bullets de Baltimore (originelle), de 1947 à 1948, équipe disparue.
- Packers de Chicago (1961–1962), Zephyrs de Chicago (1962–1963), Bullets de Baltimore (1963–1966) (Wizards de Washington maintenant), de 1961 à 1966, actuellement dans la division Sud-Est.
- Bulls de Chicago, de 1966 à 1970, actuellement dans la division Centrale.
- Stags de Chicago, de 1946 à 1949, équipe disparue.
- Royals de Rochester (1948–1949, 1950–1957), Royals de Cincinnati (1957–1962) (Kings de Sacramento maintenant), de 1948 à 1962, actuellement dans la division Pacifique.
- Rebels de Cleveland, de 1946 à 1947, équipe disparue.
- Nuggets de Denver, de 1949 à 1950, équipe disparue.
- Falcons de Détroit, de 1946 à 1947, équipe disparue.
- Pistons de Fort Wayne (1948–1949, 1950–1957), Pistons de Détroit (1957–), de 1948 à 1967, actuellement dans la division Centrale.
- Jets d'Indianapolis, de 1948 à 1949, équipe disparue.
- Olympians d'Indianapolis, de 1949 à 1953, équipe disparue.
- Lakers de Minneapolis (1948–1949, 1950–1960), Lakers de Los Angeles (1960–), de 1948 à 1970, actuellement dans la division Pacifique.
- Suns de Phoenix, de 1968 à 1970, actuellement dans la division Pacifique.
- Ironmen de Pittsburgh, de 1946 à 1947, équipe disparue.
- Rockets de San Diego (Rockets de Houston maintenant), de 1967 à 1970, actuellement dans la division Sud-Ouest.
- Warriors de Philadelphie (Warriors de Golden State maintenant), de 1962 à 1970, actuellement dans la division Pacifique.
- SuperSonics de Seattle (Thunder d'Oklahoma City maintenant), de 1967 à 1970, actuellement dans la division Nord-Ouest.
- Redskins de Sheboygan, de 1946 à 1950, équipe disparue.
- Bombers de Saint-Louis, de 1946 à 1949, équipe disparue.
- Capitols de Washington, de 1947 à 1948, équipe disparue.
- Hawks de Waterloo, de 1949 à 1950, équipe disparue.

## Champions de la division Ouest
Légende :
- Vainqueur des Finales NBA ou Finales BAA
- Finaliste des Finales NBA ou Finales BAA

| Saison    | Franchise                 | Bilan | %    | Résultats en playoffs |
| --------- | ------------------------- | ----- | ---- | --- |
| 1946-1947 | Stags de Chicago          | 39-22 | 63.9 | Victoire - Demi-finale (Capitols) 4-2 Défaite - Finales BAA (Warriors) 4-1                                                         |
| 1947-1948 | Bombers de Saint-Louis    | 29-19 | 60.4 | Défaite - Demi-finale (Warriors) 4-3                                                                                               |
| 1948-1949 | Royals de Rochester       | 45-15 | 75.0 | Victoire - Demi-finale (Bombers) 2-0 Défaite - Finale de division (Lakers) 2-0                                                     |
| 1949-1950 | Olympians d'Indianapolis  | 39-25 | 60.9 | Victoire - Demi-finale (Redskins) 2-1 Défaite - Finale de division (Packers) 2-1                                                   |
| 1950-1951 | Lakers de Minneapolis     | 44-24 | 64.7 | Victoire - Demi-finale (Olympians) 2-1 Défaite - Finale de division (Royals) 3-1                                                   |
| 1951-1952 | Royals de Rochester       | 41-25 | 62.1 | Victoire - Demi-finale (Pistons) 2-0 Défaite - Finale de division (Lakers) 3-1                                                     |
| 1952-1953 | Lakers de Minneapolis     | 48-22 | 68.6 | Victoire - Demi-finale de division (Olympians) 2-0 Victoire - Finale de division (Pistons) 3-2 Victoire - Finales NBA (Knicks) 4-1 |
| 1953-1954 | Lakers de Minneapolis     | 46-26 | 63.9 | Victoire - Finale de division (Royals) 2-1 Victoire - Finales NBA (Nationals) 4-3                                                  |
| 1954-1955 | Pistons de Fort Wayne     | 43-29 | 59.7 | Victoire - Finale de division (Lakers) 3-1 Défaite - Finales NBA (Nationals) 4-3                                                   |
| 1955-1956 | Pistons de Fort Wayne     | 37-35 | 52.1 | Victoire - Finale de division (Hawks) 3-2 Défaite - Finales NBA (Pistons) 4-1                                                      |
| 1956-1957 | Hawks de Saint Louis      | 34-38 | 47.2 | Victoire - Finale de division (Lakers) 3-0 Défaite - Finales NBA (Celtics) 4-3                                                     |
| 1957-1958 | Hawks de Saint Louis      | 41-31 | 56.9 | Victoire - Finale de division (Pistons) 4-1 Victoire - Finales NBA (Celtics) 4-2                                                   |
| 1958-1959 | Hawks de Saint Louis      | 49-23 | 68.1 | Défaite - Finale de division (Lakers) 4-2                                                                                          |
| 1959-1960 | Hawks de Saint Louis      | 46-29 | 61.3 | Victoire - Finale de division (Lakers) 4-3 Défaite - Finales NBA (Celtics) 4-3                                                     |
| 1960-1961 | Hawks de Saint Louis      | 51-28 | 64.6 | Victoire - Finale de division (Lakers) 4-3 Défaite - Finales NBA (Celtics) 4-1                                                     |
| 1961-1962 | Lakers de Los Angeles     | 54-26 | 67.5 | Victoire - Finale de division (Pistons) 4-2 Défaite - Finales NBA (Celtics) 4-3                                                    |
| 1962-1963 | Lakers de Los Angeles     | 53-27 | 66.3 | Victoire - Finale de division (Hawks) 4-3 Défaite - Finales NBA (Celtics) 4-2                                                      |
| 1963-1964 | Warriors de San Francisco | 48-32 | 60.0 | Victoire - Finale de division (Hawks) 4-3 Défaite - Finales NBA (Celtics) 4-1                                                      |
| 1964-1965 | Lakers de Los Angeles     | 49-31 | 61.3 | Victoire - Finale de division (Bullets) 3-1 Défaite - Finales NBA (Celtics) 4-1                                                    |
| 1965-1966 | Lakers de Los Angeles     | 45-35 | 56.3 | Victoire - Finale de division (Hawks) 4-3 Défaite - Finales NBA (Celtics) 4-3                                                      |
| 1966-1967 | Warriors de San Francisco | 44-37 | 54.3 | Victoire - Demi-finale de division (Lakers) 3-0 Victoire - Finale de division (Hawks) 4-2 Défaite - Finales NBA (76ers) 4-2        |
| 1967-1968 | Hawks de Saint Louis      | 56-26 | 68.3 | Défaite - Demi-finale de division (Warriors) 4-2                                                                                   |
| 1968-1969 | Lakers de Los Angeles     | 55-27 | 67.1 | Victoire - Demi-finale de division (Warriors) 4-2 Victoire - Finale de division (Hawks) 4-1 Défaite - Finales NBA (Celtics) 4-3    |
| 1969-1970 | Hawks d'Atlanta           | 48-34 | 58.5 | Victoire - Demi-finale de division (Bulls) 4-1 Défaite - Finale de division (Hawks) 4-0                                            |

## Liste des équipes championnes de la division Ouest
| Franchise                                                      | Titres | Dernier titre | Années                                         |
| -------------------------------------------------------------- | ------ | ------------- | ---------------------------------------------- |
| Lakers de Minneapolis/Los Angeles                              | 8      | 1969          | 1951, 1953, 1954, 1962, 1963, 1965, 1966, 1969 |
| Hawks de Saint Louis/d'Atlanta                                 | 7      | 1970          | 1957, 1958, 1959, 1960, 1961, 1968, 1970       |
| Royals de Rochester (Kings de Sacramento maintenant)           | 2      | 1952          | 1949, 1952                                     |
| Pistons de Fort Wayne (Pistons de Détroit maintenant)          | 2      | 1956          | 1955, 1956                                     |
| Warriors de Philadelphie (Warriors de Golden State maintenant) | 2      | 1967          | 1964, 1967                                     |
| Stags de Chicago                                               | 1      | 1947          | 1947                                           |
| Bombers de Saint-Louis                                         | 1      | 1948          | 1948                                           |
| Olympians d'Indianapolis                                       | 1      | 1950          | 1950                                           |

## Résultats saison par saison
Légende :
- Vainqueur des Finales NBA
- Finaliste des Finales NBA
- Qualifié pour les séries éliminatoires

| Saison | Bilan des équipes     | Bilan des équipes   | Bilan des équipes     | Bilan des équipes     | Bilan des équipes     | Bilan des équipes     | Bilan des équipes |
| --- | --------------------- | ------------------- | --------------------- | --------------------- | --------------------- | --------------------- | ----------------- |
| Saison | 1er                   | 2e                  | 3e                    | 4e                    | 5e                    | 6e                    | 7e                |
| 1946 : La division Est est formée avec cinq équipes inaugurales. |                       |                     |                       |                       |                       |                       |                   |
| 1946-1947 | Chicago (39-22)       | Saint-Louis (38-23) | Cleveland (30-30)     | Détroit (20-40)       | Pittsburgh (15-45)    |                       |                   |
| 1947 : Les Rebels de Cleveland, les Falcons de Détroit et les Ironmen de Pittsburgh disparaissent. Les Capitols de Washington arrivent de la division Est et les Bullets de Baltimore arrivent de la l'ABL. |                       |                     |                       |                       |                       |                       |                   |
| 1947-1948 | Saint-Louis (29-19)   | Baltimore (28-20)   | Chicago (28-20)       | Washington (28-20)    |                       |                       |                   |
| 1948 : Les Capitols de Washington reviennent dans la division Est, les Bullets de Baltimore rejoignent la même division. Les Pistons de Fort Wayne, les Jets d'Indianapolis, les Lakers de Minneapolis et les Royals de Rochester arrivent de la NBL. |                       |                     |                       |                       |                       |                       |                   |
| 1948-1949 | Rochester (45-15)     | Minneapolis (44-16) | Chicago (38-22)       | Saint-Louis (29-31)   | Fort Wayne (22-38)    | Indianapolis (18-42)  |                   |
| 1949 : Les Jets d'Indianapolis disparaissent. Les Stags de Chicago, les Pistons de Fort Wayne, les Lakers de Minneapolis, les Royals de Rochester et les Bombers de Saint-Louis rejoignent le division Centrale. Les Olympians d'Indianapolis arrivent en tant qu'équipe d'expansion. Les Packers d'Anderson, les Nuggets de Denver, les Redskins de Sheboygan, les Blackhawks de Tri-Cities et les Hawks de Waterloo arrivent avec la fusion de la NBL. |                       |                     |                       |                       |                       |                       |                   |
| 1949-1950 | Indianapolis (39-25)  | Anderson (37-27)    | Tri-Cities (29-35)    | Shebogyan (22-40)     | Waterloo (19-43)      | Denver (11-51)        |                   |
| 1950 : Les Nuggets de Denver disparaissent. Les Packers d'Anderson, les Redskins de Sheboygan et les Hawks de Waterloo rejoignent la NPBL. Les Pistons de Fort Wayne, les Lakers de Minneapolis et les Royals de Rochester reviennent dans la division. |                       |                     |                       |                       |                       |                       |                   |
| 1950-1951 | Minneapolis (44-24)   | Rochester (41-27)   | Fort Wayne (32-36)    | Indianapolis (31-37)  | Tri-Cities (25-43)    |                       |                   |
| 1951 : Les Blackhawks de Tri-Cities déménagent et se renomment les Hawks de Milwaukee. |                       |                     |                       |                       |                       |                       |                   |
| 1951-1952 | Rochester (41-25)     | Minneapolis (40-26) | Indianapolis (34-32)  | Fort Wayne (29-37)    | Milwaukee (17-49)     |                       |                   |
| 1952-1953 | Minneapolis (48-22)   | Rochester (44-26)   | Fort Wayne (36-33)    | Indianapolis (28-43)  | Milwaukee (27-44)     |                       |                   |
| 1953 : Les Olympians d'Indianapolis disparaissent. |                       |                     |                       |                       |                       |                       |                   |
| 1953-1954 | Minneapolis (46-26)   | Rochester (44-28)   | Fort Wayne (40-32)    | Milwaukee (21-51)     |                       |                       |                   |
| 1954-1955 | Fort Wayne (43-29)    | Minneapolis (40-32) | Rochester (29-43)     | Milwaukee (26-46)     |                       |                       |                   |
| 1955 : Les Hawks de Milwaukee déménagent et se renomment les Hawks de Saint-Louis. |                       |                     |                       |                       |                       |                       |                   |
| 1955-1956 | Fort Wayne (37-35)    | Minneapolis (33-39) | Saint-Louis (33-39)   | Rochester (31-41)     |                       |                       |                   |
| 1956-1957 | Saint-Louis (34-38)   | Minneapolis (34-38) | Fort Wayne (34-38)    | Rochester (31-41)     |                       |                       |                   |
| 1957 : Les Pistons de Fort Wayne déménagent et se renomment les Pistons de Détroit et les Royals de Rochester déménagent et se renomment les Royals de Cincinnati. |                       |                     |                       |                       |                       |                       |                   |
| 1957-1958 | Saint-Louis (41-31)   | Détroit (33-39)     | Cincinnati (33-39)    | Minneapolis (19-53)   |                       |                       |                   |
| 1958-1959 | Saint-Louis (49-23)   | Minneapolis (33-39) | Détroit (28-44)       | Cincinnati (19-53)    |                       |                       |                   |
| 1959-1960 | Saint-Louis (46-29)   | Détroit (30-45)     | Minneapolis (25-50)   | Cincinnati (19-56)    |                       |                       |                   |
| 1960 : Les Lakers de Minneapolis déménagent et se renomment les Lakers de Los Angeles. |                       |                     |                       |                       |                       |                       |                   |
| 1960-1961 | Saint-Louis (51-28)   | Los Angeles (36-43) | Détroit (34-45)       | Cincinnati (33-46)    |                       |                       |                   |
| 1961 : Les Packers de Chicago arrivent en tant qu'équipe d'expansion. |                       |                     |                       |                       |                       |                       |                   |
| 1961-1962 | Los Angeles (54-26)   | Cincinnati (43-37)  | Détroit (37-43)       | Saint-Louis (29-51)   | Chicago (18-62)       |                       |                   |
| 1962 : Les Packers de Chicago se renomment les Zephyrs de Chicago. Les Royals de Cincinnati rejoignent la division Est du fait que les Warriors de Philadelphie déménagent et rejoignent la division en tant que Warriors de San Francisco. |                       |                     |                       |                       |                       |                       |                   |
| 1962-1963 | Los Angeles (53-27)   | Saint-Louis (48-32) | Détroit (34-46)       | San Francisco (31-49) | Chicago (25-55)       |                       |                   |
| 1963 : Les Zephyrs de Chicago déménagent et se renomment les Bullets de Baltimore. |                       |                     |                       |                       |                       |                       |                   |
| 1963-1964 | San Francisco (48-32) | Saint-Louis (46-34) | Los Angeles (42-38)   | Baltimore (31-49)     | Détroit (23-57)       |                       |                   |
| 1964-1965 | Los Angeles (49-31)   | Saint-Louis (45-35) | Baltimore (37-43)     | Détroit (31-49)       | San Francisco (17-63) |                       |                   |
| 1965-1966 | Los Angeles (45-35)   | Baltimore (38-42)   | Saint-Louis (36-44)   | San Francisco (35-45) | Détroit (22-58)       |                       |                   |
| 1966 : Les Bulls de Chicago rejoignent la division en tant qu'équipe d'expansion. Les Bullets de Baltimore partent dans la division Est. |                       |                     |                       |                       |                       |                       |                   |
| 1966-1967 | San Francisco (44-37) | Saint-Louis (39-42) | Los Angeles (36-45)   | Chicago (33-48)       | Détroit (30-51)       |                       |                   |
| 1967 : Les Rockets de San Diego et les SuperSonics de Seattle arrivent en tant qu'équipe d'expansion. Les Pistons de Détroit rejoignent la division Est. |                       |                     |                       |                       |                       |                       |                   |
| 1967-1968 | Saint-Louis (56-26)   | Los Angeles (52-30) | San Francisco (43-39) | Chicago (29-53)       | Seattle (23-59)       | San Diego (15-67)     |                   |
| 1968 : Les Suns de Phoenix rejoignent la division en tant qu'équipe d'expansion. Les Hawks de Saint-Louis déménagent et se renomment les Hawks d'Atlanta. |                       |                     |                       |                       |                       |                       |                   |
| 1968-1969 | Los Angeles (55-27)   | Atlanta (48-34)     | San Francisco (41-41) | San Diego (37-45)     | Chicago (33-49)       | Seattle (30-52)       | Phoenix (16-66)   |
| 1969-1970 | Atlanta (48-34)       | Los Angeles (46-36) | Chicago (39-43)       | Phoenix (39-43)       | Seattle (36-46)       | San Francisco (30-52) | San Diego (27-55) |
| 1970 : La NBA est divisée en deux conférences Est et Ouest. Les Hawks d'Atlanta rejoignent la division Centrale. Les Bulls de Chicago et les Suns de Phoenix rejoignent la division Midwest. Les Lakers de Los Angeles, les Rockets de San Diego, les Warriors de San Francisco et les SuperSonics de Seattle rejoignent la division Pacifique. |                       |                     |                       |                       |                       |                       |                   |